# Torneo de la Liga Deportiva Paranaense 2013
El Campeonato de la Liga Deportiva Paranaense 2013 de fútbol de la última categoría del fútbol paraguayo, es la 48.ª edición del torneo de la Liga Deportiva Paranaense, a su vez perteneciente a la Unión del Fútbol del Interior.

## Formato de la competición y equipos participantes
En la actual edición el campeonato será disputado por 13 equipos, la misma cantidad que la edición anterior. Los participantes serán divididos en dos grupos en donde los cuatro mejores posicionados de ambos avanzarán a cuartos de final.

## Clasificación por grupos

### Grupo A
| Pos | Equipo              | Pts | PJ | G | E | P | GF | GC | DIF |
| --- | ------------------- | --- | -- | - | - | - | -- | -- | --- |
| 1º  | Libertad            | 12  | 5  | 4 | 0 | 1 | 16 | 3  | 13  |
| 2º  | Sol del Este        | 10  | 4  | 3 | 1 | 0 | 8  | 1  | 7   |
| 3º  | Boquerón            | 6   | 5  | 1 | 3 | 1 | 3  | 6  | -3  |
| 4º  | Atlético Stroessner | 4   | 4  | 1 | 1 | 2 | 6  | 7  | -1  |
| 5º  | Área 1              | 5   | 4  | 1 | 2 | 1 | 7  | 9  | -2  |
| 6º  | R.I. 3 Corrales     | 4   | 4  | 1 | 1 | 2 | 4  | 7  | -3  |
| 7º  | Nanawa              | 0   | 4  | 0 | 0 | 4 | 1  | 12 | -11 |

### Grupo B
| Pos | Equipo          | Pts | PJ | G | E | P | GF | GC | DIF |
| --- | --------------- | --- | -- | - | - | - | -- | -- | --- |
| 1º  | 13 de Junio     | 12  | 5  | 4 | 0 | 1 | 18 | 4  | 14  |
| 2º  | Primero de Mayo | 10  | 5  | 3 | 1 | 1 | 8  | 6  | 2   |
| 3º  | Minga Guazú     | 7   | 5  | 2 | 1 | 2 | 9  | 9  | 0   |
| 4º  | Ciudad Nueva    | 6   | 5  | 1 | 3 | 1 | 5  | 7  | -2  |
| 5º  | Tupí Guaraní    | 5   | 5  | 1 | 2 | 2 | 3  | 6  | -3  |
| 6º  | Acosta Ñu       | 1   | 5  | 0 | 1 | 4 | 4  | 15 | -11 |

|  | En zona de clasificación a la siguiente ronda |

## Primera fase

### Fecha 1 - Primera rueda[1][2]
Fecha libre: Atlético Stroessner
| Fecha      | Lugar             | Local           | Partido | Visitante    |
| ---------- | ----------------- | --------------- | ------- | ------------ |
| 26 de Mayo | Ciudad del Este   | 13 de Junio     | 7:1     | Acosta Ñu    |
| 26 de Mayo | Ciudad del Este   | R.I. 3 Corrales | 0:1     | Sol del Este |
| 26 de Mayo | Ciudad del Este   | Boquerón        | 2:2     | Área 1       |
| 26 de Mayo | Presidente Franco | Nanawa          | 0:3     | Libertad     |
| 26 de Mayo | Presidente Franco | Primero de Mayo | 1:4     | Minga Guazú  |
| 26 de Mayo | Ciudad del Este   | Ciudad Nueva    | 1:1     | Tupí Guaraní |

### Fecha 2 - Primera rueda[3][4]
Fecha libre: R.I. 3 Corrales
| Fecha      | Lugar             | Local        | Partido | Visitante           |
| ---------- | ----------------- | ------------ | ------- | ------------------- |
| 8 de Junio | Ciudad del Este   | Sol del Este | 0:0     | Boquerón            |
| 8 de Junio | Presidente Franco | Área 1       | 4:1     | Nanawa              |
| 8 de Junio | Ciudad del Este   | Libertad     | 4:1     | Atlético Stroessner |
| 8 de Junio | Ciudad del Este   | Acosta Ñu    | 0:0     | Tupí Guaraní        |
| 8 de Junio | Ciudad del Este   | 13 de Junio  | 0:1     | Primero de Mayo     |
| 8 de Junio | Minga Guazú       | Minga Guazú  | 1:1     | Ciudad Nueva        |

### Fecha 3 - Primera rueda[5][6]
Fecha libre: Sol del Este
| Fecha       | Lugar             | Local               | Partido | Visitante       |
| ----------- | ----------------- | ------------------- | ------- | --------------- |
| 16 de junio | Presidente Franco | Tupí Guaraní        | 2:0     | Minga Guazú     |
| 16 de junio | Presidente Franco | Atlético Stroessner | 4:0     | Nanawa          |
| 16 de junio | Ciudad del Este   | Libertad            | 4:0     | Boquerón        |
| 16 de junio | Ciudad del Este   | Ciudad Nueva        | 1:4     | 13 de Junio     |
| 16 de junio | Presidente Franco | Primero de Mayo     | 3:2     | Acosta Ñu       |
| 16 de junio | Ciudad del Este   | Área 1              | 0:0     | R.I. 3 Corrales |

### Fecha 4 - Primera rueda[7][8]
Fecha libre: Nanawa
| Fecha       | Lugar             | Local           | Partido | Visitante           |
| ----------- | ----------------- | --------------- | ------- | ------------------- |
| 23 de Junio | Ciudad del Este   | Sol del Este    | 6:1     | Área 1              |
| 23 de Junio | Ciudad del Este   | Boquerón        | 0:0     | Atlético Stroessner |
| 23 de Junio | Ciudad del Este   | R.I. 3 Corrales | 1:5     | Libertad            |
| 23 de Junio | Ciudad del Este   | 13 de Junio     | 2:0     | Tupí Guaraní        |
| 23 de Junio | Ciudad del Este   | Acosta Ñu       | 0:3     | Minga Guazú         |
| 23 de Junio | Presidente Franco | Primero de Mayo | 02:0520 | Ciudad Nueva        |

### Fecha 5 - Primera rueda[9][10]
Fecha libre: Área 1
| Fecha       | Lugar             | Local               | Partido | Visitante       |
| ----------- | ----------------- | ------------------- | ------- | --------------- |
| 30 de Junio | Ciudad del Este   | Ciudad Nueva        | 2:1     | Acosta Ñu       |
| 30 de Junio | Presidente Franco | Nanawa              | 0:1     | Boquerón        |
| 30 de Junio | Presidente Franco | Atlético Stroessner | 1:3     | R.I. 3 Corrales |
| 30 de Junio | Presidente Franco | Tupí Guaraní        | 0:3     | Primero de Mayo |
| 30 de Junio | Ciudad del Este   | 13 de Junio         | 5:1     | Minga Guazú     |
| 30 de Junio | Ciudad del Este   | Sol del Este        | 1:0     | Libertad        |

### Fecha 6 - Primera rueda[11][12]
Fecha libre: Boquerón
| Fecha      | Lugar             | Local        | Partido | Visitante           |
| ---------- | ----------------- | ------------ | ------- | ------------------- |
| 5 de julio | Presidente Franco | Nanawa       | 2:2     | R.I. 3 Corrales     |
| 7 de julio | Presidente Franco | Área 1       | 1:3     | Libertad            |
| 7 de julio | Ciudad del Este   | Sol del Este | 4:1     | Atlético Stroessner |

### Fecha 7 - Primera rueda
Fecha libre: Libertad
| Fecha      | Lugar             | Local               | Partido | Visitante       |
| ---------- | ----------------- | ------------------- | ------- | --------------- |
| 5 de julio | Presidente Franco | Atlético Stroessner | x:x     | Área 1          |
| 7 de julio | Presidente Franco | Nanawa              | 1:3     | Sol del Este    |
| 7 de julio | Ciudad del Este   | Boquerón            | 4:1     | R.I. 3 Corrales |

### Fecha 1 - Segunda rueda[13][14]
Fecha libre: R.I. 3 Corrales
| Fecha       | Lugar             | Local               | Partido | Visitante       |
| ----------- | ----------------- | ------------------- | ------- | --------------- |
| 14 de julio | Ciudad del Este   | 13 de Junio         | 4:1     | Acosta Ñu       |
| 14 de julio | Minga Guazú       | Minga Guazú         | 0:1     | Primero de Mayo |
| 14 de julio | Presidente Franco | Tupí Guaraní        | 1:3     | Ciudad Nueva    |
| 14 de julio | Ciudad del Este   | Sol del Este        | 4:2     | Boquerón        |
| 14 de julio | Presidente Franco | Atlético Stroessner | 0:0     | Libertad        |
| 14 de julio | Presidente Franco | Nanawa              | 2:1     | Área 1          |

### Fecha 2 - Segunda rueda</ref>[15]
Fecha libre: Atlético Stroessner
| Fecha       | Lugar             | Local           | Partido | Visitante       |
| ----------- | ----------------- | --------------- | ------- | --------------- |
| 26 de julio | Ciudad del Este   | Sol del Este    | 0:1     | R.I. 3 Corrales |
| 27 de julio | Presidente Franco | Área 1          | 1:1     | Boquerón        |
| 28 de julio | Ciudad del Este   | Libertad        | 1:0     | Nanawa          |
| 28 de julio | Ciudad del Este   | Primero de Mayo | 2:2     | 13 de Junio     |
| 28 de julio | Presidente Franco | Tupí Guaraní    | 6:2     | Acosta Ñu       |
| 28 de julio | Ciudad del Este   | Ciudad Nueva    | 1:1     | Minga Guazú     |

### Fecha 3 - Segunda rueda
Fecha libre: Sol del Este
| Fecha       | Lugar             | Local           | Partido | Visitante           |
| ----------- | ----------------- | --------------- | ------- | ------------------- |
| 31 de julio | Presidente Franco | Nanawa          | 2:0     | Atlético Stroessner |
| 31 de julio | Presidente Franco | R.I. 3 Corrales | 2:1     | Área 1              |
| 31 de julio | Ciudad del Este   | Boquerón        | 0:1     | Libertad            |
| 4 de agosto | Ciudad del Este   | Acosta Ñu       | 2:2     | Primero de Mayo     |
| 4 de agosto | Minga Guazú       | Minga Guazú     | 1:1     | Tupí Guaraní        |
| 4 de agosto | Ciudad del Este   | 13 de Junio     | 2:3     | Ciudad Nueva        |

### Fecha 4 - Segunda rueda[16][17]
Fecha libre: Nanawa
| Fecha       | Lugar             | Local               | Partido | Visitante       |
| ----------- | ----------------- | ------------------- | ------- | --------------- |
| 4 de agosto | Ciudad del Este   | Libertad            | 3:0     | R.I. 3 Corrales |
| 4 de agosto | Presidente Franco | Atlético Stroessner | 2:0     | Boquerón        |
| 4 de agosto | Ciudad del Este   | Tupí Guaraní        | x:3     | 13 de Junio     |
| 4 de agosto | Ciudad del Este   | Ciudad Nueva        | x:2     | Primero de Mayo |
| 4 de agosto | Minga Guazú       | Minga Guazú         | x:1     | Acosta Ñu       |
|             | Ciudad del Este   | Área 1              | vs.     | Sol del Este    |

| Predecesor: Torneo de la Liga Deportiva Paranaense 2012 | Torneo de la Liga Deportiva Paranaense 2013 | Sucesor: Torneo de la Liga Deportiva Paranaense 2014 |